# Dezimalcode
Der Dezimalcode eines Schriftzeichens ist eine Folge von Dezimalziffern, die dazu dient, das jeweilige Schriftzeichen mithilfe einer geeigneten Eingabemethode auch dann in einen Computer einzugeben, wenn das Zeichen auf der aktuell verwendeten Tastaturbelegung nicht vorhanden ist. Für gängige solcher Eingabemethoden dient dazu der Dezimalwert des Unicode-Codepunktes des Zeichens.
Speziell unter Microsoft Windows verlangen solche Eingabemethoden für Codepunkt-Werte unter 1000 (also zwei- und dreistellige Dezimalwerte), dass dem Dezimalwert die Ziffer „0“ vorangestellt wird (so lautet der Dezimalcode für das Plusminuszeichen U+00B1 „0177“ statt „177“). Diese Eingabemethoden erlauben als Dezimalwert auch den Codepunkt aus der aktuell verwendeten 8-bit-Codepage, also im westeuropäischen Raum üblicherweise Windows-1252.
Gängige auf Dezimalcodes beruhende Eingabemethoden für Tastaturen mit separatem Ziffernblock sind, bei aktiviertem Num-Lock die Alt-Taste gedrückt zu halten, die Dezimalziffernfolge auf dem Ziffernblock einzugeben und anschließend die Alt-Taste loszulassen. Die Verfügbarkeit solcher Methoden hängt jedoch immer vom verwendeten Betriebssystem und der verwendeten Texteingabe- bzw. Textverarbeitungssoftware ab.
Der Begriff Dezimalcode wurde in dieser Bedeutung mit der 2020 erschienenen Ausgabe der DIN 5008 Schreib- und Gestaltungsregeln für die Text- und Informationsverarbeitung eingeführt, um so die Eingabe von Sonderzeichen unabhängig von verwendeter Tastaturbelegung und Eingabesoftware eindeutig und übersichtlich in Tabellen beschreiben zu können. Die DIN 5008 listet hier als Dezimalcode den Unicode-Wert als Dezimalzahl auf (ggf. mit vorangestellter „0“). Zusätzlich wird in Klammern, dann auch mit vorangestellter „0“, der Dezimalcode aufgelistet, der sich aus der im deutschen Sprachraum auf unter Microsoft Windows laufenden PCs üblichen 8-bit-Codepage Windows-1252 ergibt, sofern dieser vom Unicode-Wert abweicht.
| Zeichen | Unicode Position | Unicode Name   | Bezeichnung     | Dezimalcode |
| ------- | ---------------- | -------------- | --------------- | ----------- |
| ·       | U+00B7           | middle dot     | Halbhochpunkt   | 0183        |
| ‰       | U+2030           | per mille sign | Promillezeichen | 8240 (0137) |
| 🖷       | U+1F5B7          | fax icon       | Faxsymbol       | 128439      |